# Manuel Costa-Pau i Garriga
Manuel Costa-Pau Garriga (Garriguella, 9 d'abril de 1936 - Girona, 30 de maig de 2016) fou un escriptor, professor, editor, traductor i pensador català. Ha conreat diversos gèneres: narrativa, poesia, assaig i periodisme. S'ha destacat també com a editor. En paraules d'Isabel-Clara Simó en el llibre Els racons de la memòria (2009), “Tots els qui l'han tractat queden d'entrada aclaparats per la seva forta personalitat i després enamorats de la seva intel·ligència i el seu vivíssim do de l'observació”'.